# Euphorbia longispina
Euphorbia longispina är en törelväxtart som beskrevs av Emilio Chiovenda. Euphorbia longispina ingår i släktet törlar, och familjen törelväxter. Inga underarter finns listade i Catalogue of Life.